# Institutul de Geografie al Academiei Române
Institutul de Geografie al Academiei Române a fost înființat în 1944, având două sucursale, una la Cluj-Napoca și alta la Iași.
Din 1952, institutul recrutează din rândul propriilor specialiști. Între anii 1958 și 1974, a funcționat ca instituție de cercetare a Academiei Române. În 1975 a trecut în subordinea Ministerului Educației și Cercetării, respectiv a Universității din București.